# Thamneus rostratus
Thamneus rostratus är en kräftdjursart som beskrevs av Carl Erik Alexander Bovallius 1887. Thamneus rostratus ingår i släktet Thamneus och familjen Lycaeidae. Inga underarter finns listade i Catalogue of Life.